# Maria Taferl
Maria Taferl – gmina targowa w Austrii, w kraju związkowym Dolna Austria, w powiecie Melk. Liczy 886 mieszkańców (1 stycznia 2014).